# Раух, Розалия фон
Розалия фон Ра́ух (нем. Rosalie von Rauch; 29 августа 1820, Берлин — 5 марта 1879, замок Альбрехтсберг близ Дрездена) — вторая морганатическая супруга прусского принца Альбрехта, получившая титул графини Гогенау.

## Биография
Розалия фон Раух — дочь прусского военного министра Густава фон Рауха и Розалии фон Гольцендорф, придворная дама принцессы Марианны Оранской-Нассау, первой супруги принца Альбрехта.
Розалия фон Раух 13 июня 1853 года в Мейнингене сочеталась браком с прусским принцем Альбрехтом. 28 мая 1853 года была титулована графиней Гогенау. Своим разводом с принцессой Марианной принц Альбрехт существенно испортил отношения со старшим братом королём Фридрихом Вильгельмом IV и обосновался в Саксонии, построив себе там замок Альбрехтсберг. Свадьбу с Розалией ему также пришлось отмечать «за границей», при дворе своей старшей дочери Шарлотты. Розалию не принимали ни при прусском, ни при саксонском дворе. Обстановка несколько разрядилась после прихода к власти Вильгельма I, который побывал в гостях в Альбрехтсберге. После смерти мужа Розалия проживала в уединении в Альбрехтсберге. Похоронена в Дрездене на Лесном кладбище Вайсер-Хирш.
В браке с принцем Альбрехтом Розалия родила двоих сыновей — Вильгельма (1854—1930) и Фридриха (1857—1914), также носивших титул графов Гогенау.